# Birthe Mariat
Birthe Mariat (født 9. april 1938 i Frederiksberg) er en dansk skuespillerinde.
Hun blev uddannet på Aarhus Teaters elevskole fra 1962 til 1964.

## Filmografi

### Film
- Lys i mørket (1975)

### Tv-serier
- Rejseholdet (1983)
- Jul i Gammelby (julekalender, 1979)